# Marquesat de Portago
El Marquesat de Portago és un títol nobiliari espanyol creat el 13 d'octubre de 1744 pel rei Felip V a favor de José Gómez de Terán y Delgado, Tresorer General d'Hisenda i Ministre del Consell.
Aquest Títol va ser elevat a la Grandesa d'Espanya el 15 de març de 1909 pel rei Alfons XIII, sent marquès de Portago Vicente Cabeza de Vaca y Fernández de Córdoba, Senador del Regne, Ministre d'Instrucció Pública i Alcalde de Madrid.

## Marquesos de Portago
|                     | Titular                                                 | Periodo             |
| Creació per Felip V | Creació per Felip V                                     | Creació per Felip V |
| ------------------- | ------------------------------------------------------- | ------------------- |
| I                   | José Gómez de Terán y Delgado                           | 1744-1754           |
| II                  | Francisco de Paula Gómez de Terán y García de La Madrid | 1754-1793           |
| III                 | José Gómez de Terán y Negrete                           | 1793-1801           |
| IV                  | Francisco Gómez de Terán y Negrete                      | 1801-1816           |
| V                   | Francisca Gómez de Terán y Negrete                      | 1816- ?             |
| VI                  | Vicente Cabeza de Vaca y Gómez de Terán                 | ? -1853             |
| VII                 | José Manuel Cabeza de Vaca y Morales                    | 1853-1878           |
| VIII                | Mariano Cabeza de Vaca y Morales                        | 1878-1887           |
| IX                  | Vicente Cabeza de Vaca y Fernández de Córdoba           | 1887-1921           |
| X                   | Antonio Cabeza de Vaca y Carvajal                       | 1924-1942           |
| XI                  | Alfonso Cabeza de Vaca y Leighton                       | 1943-1957           |
| XII                 | Antonio Alfonso Cabeza de Vaca y Mc'Daniel              | 1959-1990           |
| XIII                | Andréa Cabeza de Vaca y Mc'Daniel                       | 1993-2013           |
| XIV                 | Theodora Portago                                        | 2013-actual titular |

## Historia de los Marqueses de Portago
- José Gómez de Terán y Delgado (1686-1754), I marquès de Portago.

1. Casat amb Juana García de La Madrid. El succeí el seu fill:

- Francisco de Paula Gómez de Terán y García de La Madrid (1730-1793), II marquès de Portago.

1. Casat amb Ramona Negrete y Sáenz de Buruaga. El succeí el seu fill:

- José Gómez de Terán y Negrete (f. en 1801), III marquès de Portago. El succeí el seu germà:

- Francisco Gómez de Terán y Negrete (1762-1816), IV marquès de Portago. El succeí la seva germana:

- Francisca Gómez de Terán y Negrete (1760- .), V marquesa de Portago'.

1. Casada amb Manuel Cabeza de Vaca y Manso, comte de Catres. El succeí el seu fill:

- Vicente Cabeza de Vaca y Gómez de Terán (.-1853), VI marquès de Portago.

1. Casat amb Catalina Morales de Carvajal. El succeí el seu fill:

- José Manuel Cabeza de Vaca y Morales (1819-1878), VII marquès de Portago, VIII comte de Catres. El succeí el seu germà:

- Mariano Cabeza de Vaca y Morales (1821-1887), VIII marquès de Portago, IX comte de Catres.

1. Casat amb Francisca de Borja Fernández de Córdoba y Bernaldo de Quirós. El succeí el seu fill:

- Vicente Cabeza de Vaca y Fernández de Córdoba (1865-1921), IX marquès de Portago.

1. Casat amb Ángela Carvajal y Jiménez de Molina, XI comtessa de la Mejorada. El succeí, en 1924, el seu fill:

- Antonio Cabeza de Vaca y Carvajal (1892-1941), X marqués de Portago, XII comte de la Mejorada (per cessió de la seva mare en 1915), Gentilhome Gran d'Espanya amb exercici i servitud del Rei Alfons XIII.

1. Casat amb María de los Dolores Castillo y Gascón.
2. Casat amb Olga Beatriz Leighton Ayre. El succeí, del seu segon matrimoni, en 1943, el seu fill:

- Alfonso Cabeza de Vaca y Leighton (1928-1957), XI marquès de Portago, XIII comte de la Mejorada.

1. Casat amb Helen Carroll Mc'Daniel. El succeí el seu fill:

- Antonio Alfonso Cabeza de Vaca y Mc'Daniel (1954-1990), XII marquès de Portago, XIV comte de la Mejorada. El succeí, tot i tenir dues filles, la seva germana:

- Andrea Cabeza de Vaca y Mc'Daniel, XIII marquesa de Portago, XV comtessa de la Mejorada. El títol de marquesa de Portago, li fou revocat en 2013[1] i li fou atorgat a una filla del XII marquès:

- Theodora Portago, filla d'Antonio Alfonso Cabeza de Vaca y Mc'Daniel, XIV marquesa de Portago.